# Myłwa
Myłwa (ros. Мылва) – osiedle w Rosji, w Republice Komi, w rejonie troicko-pieczorskim. W 2010 liczyło 604 mieszkańców.